# Караборо
Караборо (фр. karaboro) — центральная языковая группа семьи Сенуфо Нигеро-конголезской макросемьи, распространённая на юго-западе Буркина-Фасо (центр области Каскады). Караборо составляет 27,5 % от всего населения семьи — 65 000 носителей (SIL 1995/1991). Территориально отделены от других языков сенуфо полосой носителей чужеродных языков. Между тем караборо очень близки к другой группе сенуфо — сенари.
Состав:
- кар (восточный),
- сьер-теньер (западный).

| Алфавит караборо | Алфавит караборо | Алфавит караборо | Алфавит караборо | Алфавит караборо | Алфавит караборо | Алфавит караборо | Алфавит караборо | Алфавит караборо | Алфавит караборо | Алфавит караборо | Алфавит караборо | Алфавит караборо | Алфавит караборо | Алфавит караборо | Алфавит караборо | Алфавит караборо | Алфавит караборо | Алфавит караборо | Алфавит караборо | Алфавит караборо | Алфавит караборо | Алфавит караборо | Алфавит караборо | Алфавит караборо | Алфавит караборо | Алфавит караборо |
| ---------------- | ---------------- | ---------------- | ---------------- | ---------------- | ---------------- | ---------------- | ---------------- | ---------------- | ---------------- | ---------------- | ---------------- | ---------------- | ---------------- | ---------------- | ---------------- | ---------------- | ---------------- | ---------------- | ---------------- | ---------------- | ---------------- | ---------------- | ---------------- | ---------------- | ---------------- | ---------------- |
| A                | B                | C                | D                | E                | Ɛ                | F                | G                | Gb               | H                | I                | J                | K                | L                | M                | N                | Ŋ                | O                | Ɔ                | P                | R                | S                | T                | U                | V                | W                | Y                |
| a                | b                | c                | d                | e                | ɛ                | f                | g                | gb               | h                | i                | j                | k                | l                | m                | n                | ŋ                | o                | ɔ                | p                | r                | s                | t                | u                | v                | w                | y                |